# Gouvernement Rama II
Pour les articles homonymes, voir Gouvernement Rama.
République d'Albanie
Rama I Rama III
Le gouvernement Rama II (en albanais : Qeveria Rama (2)) est le gouvernement de la république d'Albanie entre le 13 septembre 2017 et le 17 septembre 2021, durant la IXe législature de l'Assemblée.
Il est dirigé par le socialiste Edi Rama, vainqueur à la majorité absolue des élections législatives. Il succède à son premier gouvernement, formé d'une coalition de centre gauche.

## Historique
Dirigé par le Premier ministre social-démocrate sortant Edi Rama, ce gouvernement est constitué et soutenu par le Parti socialiste d'Albanie (PSSh). Seul, il dispose de 74 députés sur 140, soit 52,9 % des sièges de l'Assemblée d'Albanie.
Il est formé à la suite des élections législatives du 25 juin 2017.
Il succède donc au gouvernement Rama I, constitué et soutenu par une coalition entre le PSSh et le Mouvement socialiste pour l'intégration (LSI).

### Formation
Au cours du scrutin, marqué l'un des plus faibles niveaux de participation de l'histoire albanaise avec seulement 46,5 % des inscrits, le PSSh s'impose largement en remportant plus de 48 % des voix. Ce résultat accorde au parti de Rama la majorité absolue des sièges, ce qui lui permet de ne plus gouverner avec le LSI, faiseur de roi des deux précédentes législatures.
Le Premier ministre sortant présente son nouvel exécutif environ deux mois après les élections, le 27 août. Réduit de 21 à 14 ministres, il compte avec la présence de sept femmes, une parité inédite en Albanie. Il remporte le vote de confiance à l'Assemblée le 13 septembre suivant par 78 voix pour et 51 contre, après un discours axé sur l'adhésion à l'Union européenne, la lutte contre la corruption et le renforcement de la coopération régionale.
Il procède à un important remaniement ministériel le 28 décembre 2018, en réponse à des manifestations estudiantines et anti-corruption. Concernant huit ministres, cette évolution de l'équipe ministérielle voit notamment le départ du ministre de l'Éducation, du ministre des Finances, et du ministre de l'Énergie. Le remaniement est approuvé par les députés le 16 janvier 2019, qui acceptent également que Rama prenne la direction du ministère des Affaires étrangères après que son candidat pour cette fonction a été recalé par le président de la République Ilir Meta, au cours d'un scrutin boycotté par l'opposition.

### Succession
Au cours des élections parlementaires de 2021, le Parti socialiste conquiert de nouveau la majorité absolue des sièges, rassemblant plus de 48 % des voix et 74 sièges de députés sur 140, avec un taux de participation qui avoisine les 48 % des inscrits.
Le gouvernement prendra formellement ses fonctions après avoir reçu l'investiture des députés, permettant au Premier ministre d'entamer son troisième mandat, un fait inédit dans l'histoire politique de l'Albanie post-communiste. Le 10 septembre, le président de la République Ilir Meta nomme par décret Edi Rama au poste de Premier ministre, quelques heures après la séance constitutive de la Xe législature de l'Assemblée et conformément à la proposition reçue une semaine auparavant de la part du Parti socialiste. Les députés accordent leur confiance à la nouvelle équipe ministérielle par 77 voix pour et 53 contre le 17 septembre, les ministres étant assermentés devant le chef de l'État le lendemain.

## Composition

### Initiale (13 septembre 2017)
- Les nouveaux ministres sont indiqués en gras, ceux ayant changé d'attributions en italique.

| Portefeuille                                          | Titulaire | Titulaire                           | Parti |
| ----------------------------------------------------- | --------- | ----------------------------------- | ----- |
| Premier ministre                                      |           | Edi Rama                            | PSSh  |
| Vice-Premier ministre                                 |           | Senida Mesi                         | PSSh  |
| Ministre des Affaires étrangères et européennes       |           | Ditmir Bushati                      | PSSh  |
| Ministre de la Défense                                |           | Olta Xhaçka                         | PSSh  |
| Ministre de l'Intérieur                               |           | Fatmir Xhafaj (jusqu'au 23/11/2018) | PSSh  |
| Ministre de l'Intérieur                               |           | Sandër Lleshi                       | Sans  |
| Ministre des Finances et de l'Économie                |           | Arben Ahmetaj                       | PSSh  |
| Ministre des Infrastructures et de l'Énergie          |           | Damian Gjiknuri                     | PSSh  |
| Ministre de l'Éducation, des Sports et de la Jeunesse |           | Lindita Nikolla                     | PSSh  |
| Ministre de la Justice                                |           | Etilda Gjonaj                       | PSSh  |
| Ministre de la Culture                                |           | Mirela Kumbaro                      | Sans  |
| Ministre de l'Agriculture et du Développement rural   |           | Niko Peleshi                        | PSSh  |
| Ministre de la Santé et de la Protection sociale      |           | Ogerta Manastirliu                  | PSSh  |
| Ministre du Tourisme et de l'Environnement            |           | Blendi Klosi                        | PSSh  |
| Ministre pour la Diaspora                             |           | Pandeli Majko                       | PSSh  |
| Ministre pour la Protection des entrepreneurs         |           | Sonila Qato                         | Sans  |

### Remaniement du21 janvier 2019
- Les nouveaux ministres sont indiqués en gras, ceux ayant changé d'attributions en italique.

| Portefeuille                                          | Titulaire | Titulaire                                      | Parti |
| ----------------------------------------------------- | --------- | ---------------------------------------------- | ----- |
| Premier ministre                                      |           | Edi Rama                                       | PSSh  |
| Vice-Premier ministre                                 |           | Erion Braçe                                    | PSSh  |
| Ministre des Affaires étrangères et européennes       |           | Edi Rama (jusqu'au 31/12/2020) Olta Xhaçka     | PSSh  |
| Ministre de la Défense                                |           | Olta Xhaçka (jusqu'au 31/12/2020) Niko Peleshi | PSSh  |
| Ministre de l'Intérieur                               |           | Sandër Lleshi (jusqu'au 17/12/2020)            | Sans  |
| Ministre de l'Intérieur                               |           | Bledi Çuçi                                     | PSSh  |
| Ministre des Finances et de l'Économie                |           | Anila Denaj                                    | PSSh  |
| Ministre des Infrastructures et de l'Énergie          |           | Belinda Balluku                                | PSSh  |
| Ministre de l'Éducation, des Sports et de la Jeunesse |           | Besa Shahini                                   | Sans  |
| Ministre de la Justice                                |           | Etilda Gjonaj                                  | PSSh  |
| Ministre de la Culture                                |           | Elva Margariti                                 | Sans  |
| Ministre de l'Agriculture et du Développement rural   |           | Bledi Çuçi (jusqu'au 17/12/2020) Milva Ekonomi | PSSh  |
| Ministre de la Santé et de la Protection sociale      |           | Ogerta Manastirliu                             | PSSh  |
| Ministre du Tourisme et de l'Environnement            |           | Blendi Klosi                                   | PSSh  |
| Ministre pour la Diaspora                             |           | Pandeli Majko                                  | PSSh  |
| Ministre pour la Protection des entrepreneurs         |           | Eduard Shalsi                                  | Sans  |
| Ministre pour les Relations avec l'Assemblée          |           | Elisa Spiropali                                | PSSh  |
| Ministre pour la Reconstruction                       |           | Arben Ahmetaj (13/12/2019)                     | PSSh  |